# Jadon Sancho
Pour les articles homonymes, voir Sancho.
Jadon Sancho, né le 25 mars 2000 à Londres en Angleterre, est un footballeur international anglais qui évolue au poste d'attaquant à Manchester United.
Jadon Sancho est formé au Watford FC avant de passer par Manchester City sans y signer en professionnel. Il commence à ce niveau au sein du Borussia Dortmund en 2017. Rapidement il s'impose dans le groupe professionnel, ne faisant que des entrées en jeu dans un premier temps. Tout de suite décisif, il permet à son équipe de terminer vice-championne d'Allemagne en 2018-2019, en terminant meilleur passeur de la compétition, puis de remporter la Supercoupe d'Allemagne 2019, comme homme du match. Sur l'exercice 2019-2020, il connaît des statistiques supérieures et termine deuxième du prix Golden Boy.
Au niveau international, Jadon débute avec l'équipe d'Angleterre des moins de 16 ans. Avec celle des moins de 17 ans, il est finaliste de l'Euro 2017 puis remporte la Coupe du monde de la catégorie la même année. Son bon début de saison 2018-2019 le voit être appelé en équipe nationale A à seulement dix-huit ans. Il participe à la troisième place anglaise lors de la Ligue des nations 2018-2019.

## Biographie

### Enfance et formation
Jadon Malik Sancho est né le 25 mars 2000 à Londres de parents originaires de Trinité-et-Tobago. Il grandit à Kennington, quartier populaire au sud de Londres.
Il pratique d'abord le football dans la rue avec son ami Reiss Nelson. Il déclare en 2020 : « J’ai grandi en jouant dans la rue, en faisant plein de dribbles. J’ai appris à faire des choses, qu’on ne voit pas habituellement sur un terrain. Aujourd'hui, je continue à les faire mais sur le terrain, c’est la seule différence. C’est un grand avantage pour moi. Si je suis bloqué, je peux utiliser une de mes techniques de rue pour me sortir de la situation. Je pense que ça aide beaucoup. Je pense que je suis un joueur différent grâce à cela. C’est l’un des atouts majeurs de mon jeu ».
À sept ans, il rejoint le Watford FC.

### Départ pour Manchester City

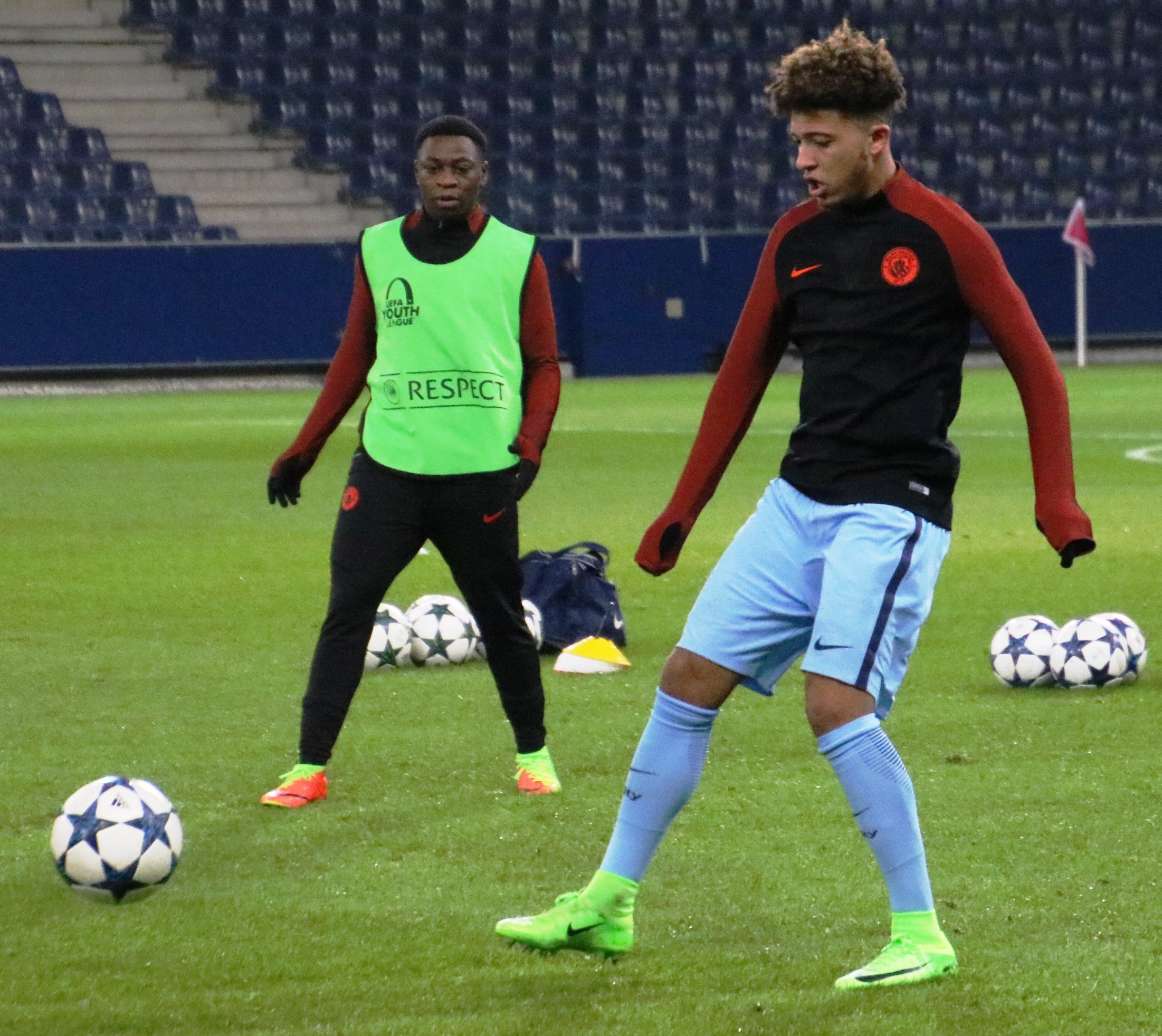
Jadon Sancho (à droite) lors d'un entraînement avec Manchester City.

En mars 2015, Jadon Sancho rejoint Manchester City à quatorze ans contre la somme de 700 000 £, alors que l'Arsenal FC est aussi sur le coup.
Sancho joue son premier match de Youth League le 13 septembre 2016 contre le Borussia Mönchengladbach, à seize ans. Entrant en jeu à trente minutes de la fin du match, il est buteur à la 78e minute de jeu. Il inscrit également un but face au Celtic Glasgow. En deux saisons, Jadon devient le meilleur élément de l’académie. Mais il n'est jamais appelé en équipe première par Pep Guardiola. En 2017, il refuse de prolonger son contrat avec Manchester City, le technicien espagnol l’écarte alors de la tournée de pré-saison aux États-Unis.
Refusant de signer son premier contrat professionnel avec City, il s'engage avec le Borussia Dortmund, contre une somme comprise entre sept et huit millions £, le dernier jour du mercato. Afin d'obtenir plus vite du temps de jeu en équipe première, il renonce à honorer son engagement oral avec ManCity. À son départ, Pep Guardiola déclare : « Nous avions un accord, nous nous sommes serrés la main. Nous lui avons offert le plus gros salaire de l’académie, c’était le joueur le mieux payé. On s’était serré la main ».
Courtisé notamment par Arsenal, Tottenham, le Bayern Munich ou le RB Leipzig, Jadon déclare : « C’est fou le nombre de clubs qui me voulaient, mais Dortmund était le bon choix. J’ai toujours pensé que ce club me convenait parce que les jeunes ont des opportunités ». Sancho est recruté dans le but de remplacer Ousmane Dembélé, parti au FC Barcelone quelques jours avant, et hérite de son numéro 7.

### Espoir mondial au Borussia Dortmund

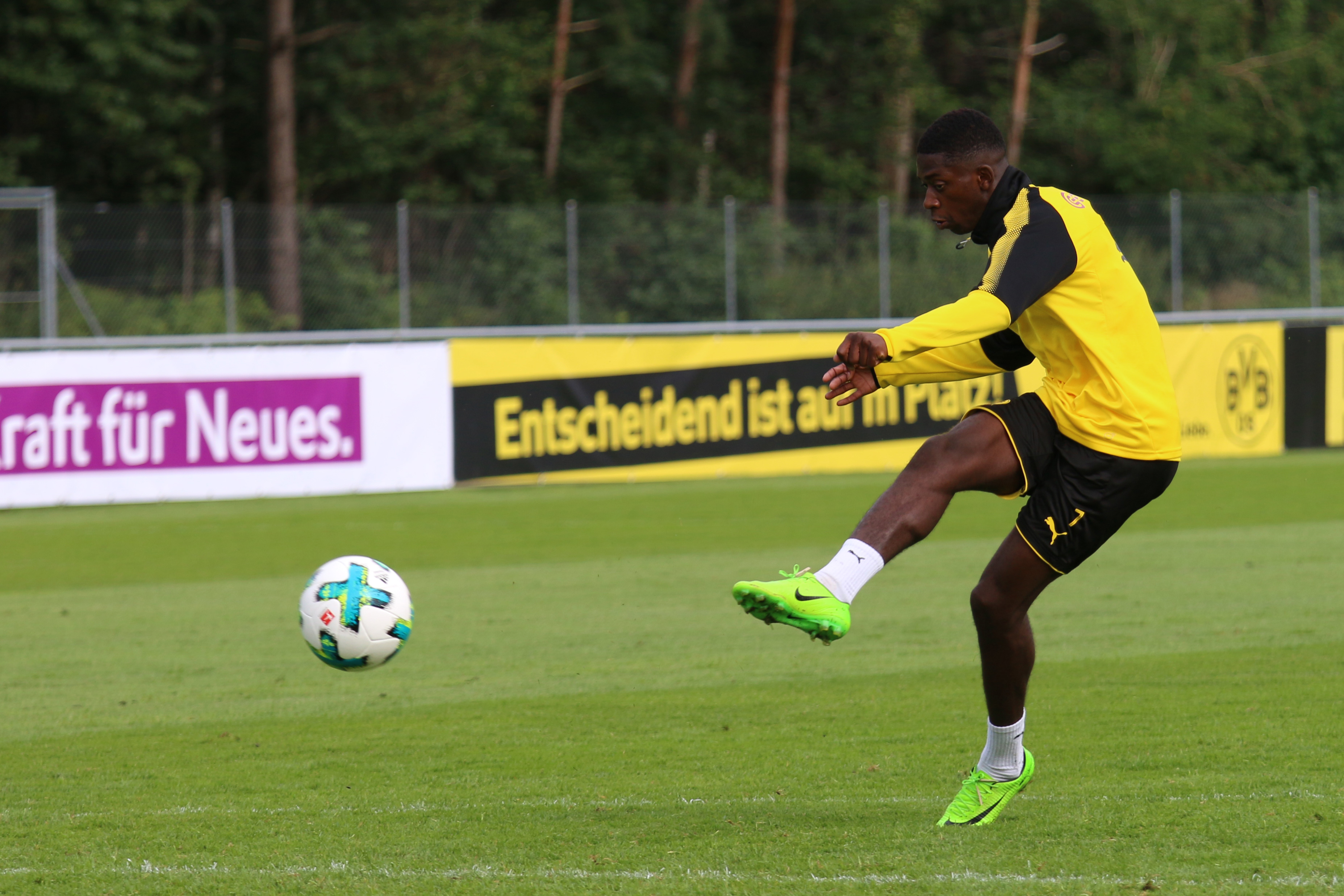
Jadon Sancho arrive au Borussia Dortmund pour remplacer Ousmane Dembélé.

Lors de sa première saison en Allemagne, Jadon Sancho brille d’abord en UEFA Youth League, où il inscrit trois buts en cinq matchs, avant de faire quelques apparitions en Bundesliga. Il joue son premier match avec l'équipe première de Dortmund le 21 septembre 2017 en entrant à six minutes de la fin contre Mayence. Il marque son premier but en professionnel le 24 avril 2018 contre Leverkusen, devenant le plus jeune joueur anglais à marquer en Bundesliga, et délivre deux passes décisives qui lui valent d'être élu homme du match. Lors de sa première saison en professionnel, il marque un but et délivre quatre passes décisives en 12 matchs.

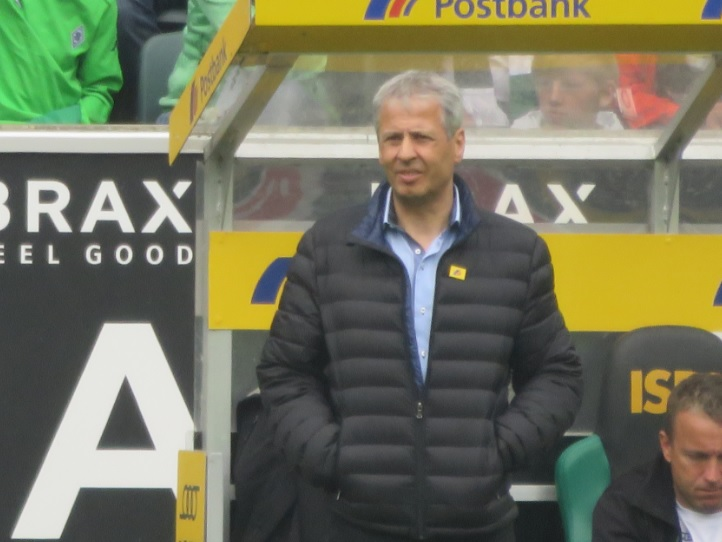
Lucien Favre s'appuie davantage sur Jadon Sancho à partir de 2018.

Pour la saison 2018-2019, le Suisse Lucien Favre, habitué à lancer les jeunes, est nommé entraîneur du club. Sancho délivre une passe décisive pour Marco Reus à la dernière minute du match d'ouverture de la saison contre le RB Leipzig le 26 août 2018, alors qu'il est entré en jeu 13 minutes plus tôt (Dortmund s'impose par quatre buts à un). Il récidive deux semaines plus tard, le 14 septembre contre l'Eintracht Francfort (victoire 3-1 de Dortmund) et réalise ses débuts en Ligue des champions de l'UEFA le 18 septembre suivant, titulaire 69 minutes lors de la victoire 1-0 à Bruges. Favre l'utilisant comme joker, il marque beaucoup de buts et délivre de nombreuses passes décisives. Il marque son premier doublé le 27 septembre 2018 contre le Hertha Berlin, permettant à son équipe d'arracher le match nul 2-2. Il délivre une passe décisive en phase de poule de C1 contre Monaco et marque au match suivant contre l’Atlético Madrid. Sancho commence à s'imposer comme titulaire vers le mois d'octobre 2018. Le 2 octobre 2018, il prolonge son contrat avec le Borussia Dortmund jusqu'en 2022,. Un début de saison canon qui amène Gareth Southgate à l’appeler en sélection anglaise. Sancho est buteur lors du derby contre Schalke 04 (victoire 2-1). Il termine la saison 2018-2019 avec 13 buts et 18 passes décisives en 49 matchs joués. Le 6 mai 2019, sa valeur sur le marché du football est estimée à 150.3 millions d'euros par le centre international d'études du sport de Neuchâtel, seul joueur de sa génération à dépasser la barre des 100 millions d'euros.
Jadon Sancho est auteur d'un but et d'une passe décisive lors de la finale de la Supercoupe d'Allemagne 2019 contre le Bayern Munich le 3 août 2019. Lors de cette rencontre il est élu homme du match. Fin janvier 2020, Sancho est le seul joueur des cinq grands championnats à compiler plus de dix buts et dix passes décisives (13 buts, 14 passes décisives) sur la saison 2019-2020, et a déjà avoir autant marqué qu'en 2018-2019. Mi-février, avec seize buts et 17 passes décisives toutes compétitions confondues, l’ailier de 19 ans est le joueur le plus décisif du Borussia.

### Transfert à Manchester United
Le 1er juillet 2021, le club de Manchester United annonce un accord de principe avec le joueur et une visite médicale après l'Euro 2020. Le 23 juillet 2021, le club mancunien officialise la signature de Sancho pour cinq ans plus une année en option ; le transfert est estimé à 85 millions d'euros.
Sancho inscrit son premier but pour Manchester United le 23 novembre 2021, lors d'une rencontre de Ligue des champions face au Villarreal CF. Titulaire, il participe ce jour-là à la victoire de son équipe (0-2 score final),.
Il n'entre pas dans les plans des deux entraîneurs successifs de Manchester United Ole Gunnar Solskjaer et Erik ten Hag. Jadon Sancho avec ce dernier entre même en conflit en septembre 2023. Son entraîneur juge que ses performances à l'entraînement ne peuvent pas être suivis de convocation pour un match contre Arsenal, message auquel Sancho répond par réseau social « je ne permettrai à personne de dire des choses qui sont complètement fausses, je me suis très bien comporté à l'entraînement toute la semaine ». Il est à la suite de cette déclaration écartée de l'effectif, Manchester United argumentant d'un « problème disciplinaire » à son égard. Après quatre mois d'absence, Manchester United se décide de le mettre sur le marché et est prêté à son ancien club le Borussia Dortmund jusqu'en fin de la saison 2023-2024.

#### Retour en prêt au Borussia Dortmund
Le 11 janvier 2024, Jadon Sancho est prêté pour six mois au Borussia Dortmund.
Il marque son premier but depuis son retour le 9 mars 2024, contre le Werder Brême, en championnat. Titulaire, il participe à la victoire de son équipe par deux buts à un. Quatre jours plus tard, il inscrit le premier but de la victoire 2-0 de Dortmund contre le PSV Eindhoven en huitième de finale retour de la Ligue des champions.

#### Prêt au Chelsea FC
Lors du dernier jour de mercato, Jadon Sancho rejoint le Chelsea FC en prêt avec option d'achat,,. En fonction de certaines conditions remplies par le joueur et de ses performances, l’option d’achat peut se transformer en obligation d’achat. Le montant de cette dernière peut évoluer entre 23 et 28 millions d'euros,. Concernant son arrivée chez les Blues, il dit : « Je suis très heureux d'être ici. C'est à Londres que j'ai grandi et je suis heureux d'y revenir ».
Sancho marque son premier but Pour Chelsea le 4 décembre 2024, lors d'une rencontre de Premier League face au Southampton FC. Il entre en jeu et participe à la victoire de son équipe par cinq buts à un.
Son prêt étant arrivé à son terme, les dirigeants des Blues ne veulent pas lever l’option d’achat de 30 millions d’euros. Le club londonien va mettre fin au prêt de l’ancien du Borussia Dortmund. Toutefois, Chelsea va payer une indemnité de 6 millions d’euros à Manchester United.

### En équipe nationale

#### Sélections jeunes
Avec les moins de 17 ans, il participe au championnat d'Europe des moins de 17 ans en 2017. Lors de ce tournoi, il inscrit cinq buts, délivrant également cinq passes décisives. Il marque un but contre l'Ukraine, puis un doublé contre les Pays-Bas en phase de groupe. Il inscrit ensuite un but contre l'Irlande en quart, et enfin un dernier but contre la Turquie en demi. L'Angleterre atteint la finale de cette compétition, en étant battue par l'Espagne après une séance de tirs au but.
Il dispute ensuite quelques mois plus tard la Coupe du monde des moins de 17 ans organisée en Inde. Lors du mondial junior, il marque un doublé contre le Chili, puis un but contre le Mexique. Il délivre également deux passes décisives. Les Anglais prennent leur revanche en battant les Espagnols en finale, toutefois Sancho doit se contenter du banc des remplaçants à partir des huitièmes de finale.
Avec les moins de 19 ans, Sancho joue sept matchs entre 2017 et 2018 pour un total de deux buts. Il marque son premier but contre la Bulgarie le 14 novembre 2017, donnant par la même occasion la victoire à son équipe (0-1), et le second le 21 mars 2018 contre la Hongrie (victoire 1-4 des Anglais).

#### Angleterre A

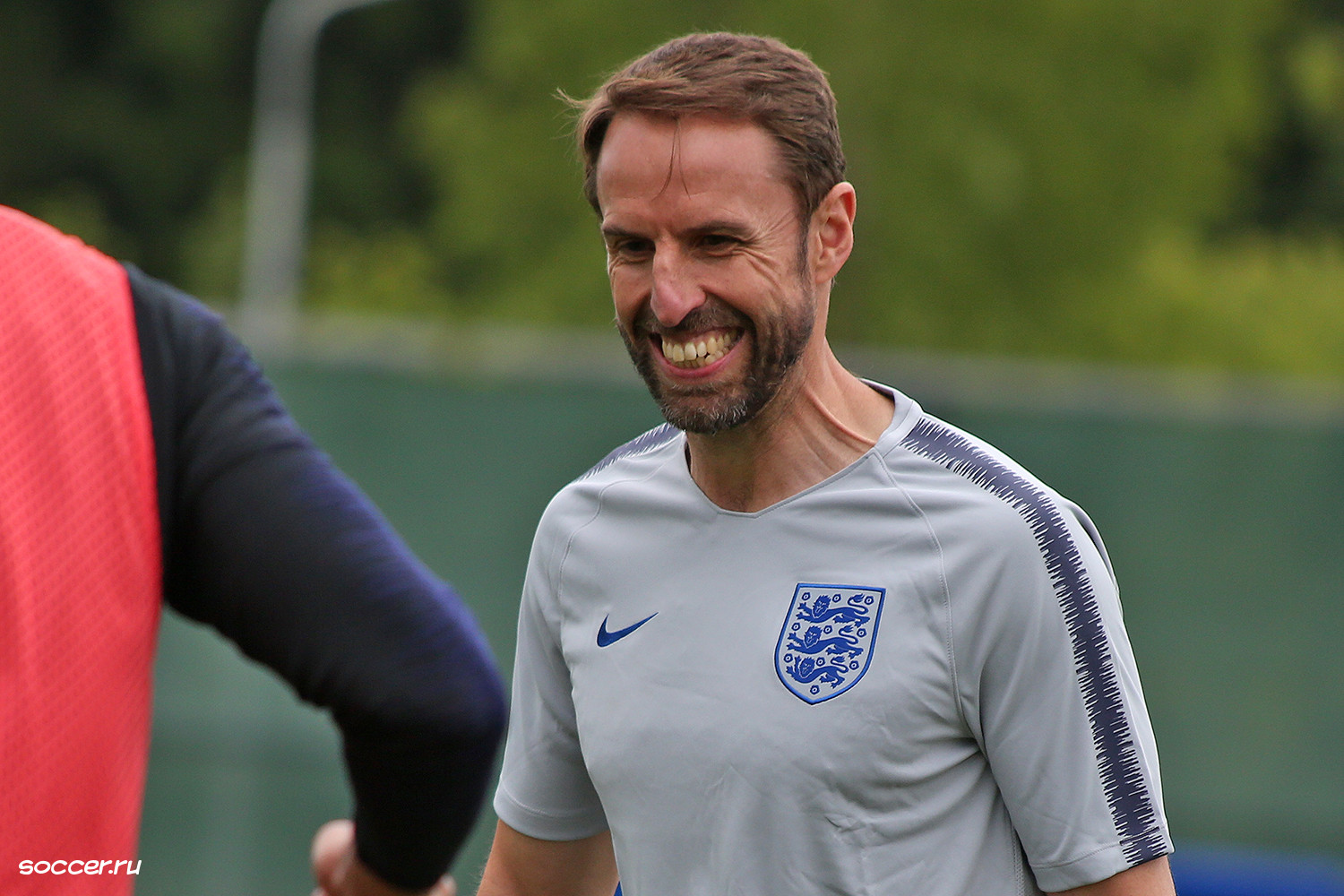
Gareth Southgate offre sa première sélection nationale à Jadon Sancho.

Le 4 octobre 2018, il est convoqué pour la première fois en équipe d'Angleterre par Gareth Southgate. Huit jours plus tard, il honore sa première sélection avec les Three Lions en entrant en cours de jeu lors d'un match comptant pour la Ligue des nations contre la Croatie (0-0). Il est alors âgé de dix-huit ans.

Jadon Sancho est titulaire un mois plus tard contre les États-Unis, en match amical. Le jeune ailier anglais se montre décisif avec une passe  décisive pour Trent Alexander-Arnold et son équipe s'impose sur le score de trois buts à zéro. « C’est un grand moment de fierté pour moi et ma famille. Ce qui m’a le plus marqué, c’est de jouer avec Wayne Rooney. C’est un modèle pour nous les jeunes, on doit prendre exemple sur lui. J’espère qu’un jour, je lui ressemblerai », avoue-t-il après la rencontre.
Le 10 septembre 2019 Jadon Sancho inscrit ses deux premiers buts pour l'Angleterre lors d'une rencontre comptant pour les éliminatoires de l'Euro 2021 face au Kosovo. Il est titularisé sur l'aile gauche de l'attaque anglaise lors de ce match remporté par son équipe sur le score de cinq buts à trois.

## Style de jeu

Jadon Sancho évolue à droite de l'attaque du Borussia Dortmund (Supercoupe d'Allemagne 2019).

Surnommé "The rocket" ou « La fusée » en français, Jadon Sancho est le plus souvent aligné dans un rôle d'ailier. Sa technique, travaillée notamment dans la rue, et sa lecture du jeu lui permettent de se sortir de bon nombre de situations délicates. Il ne dribble pas en tant que tel, à l'aide de gestes techniques, mais s’appuie davantage sur son jeu de corps et les feintes. Doué dans le un contre un (46 % de duels gagnés sur ses 265 premiers disputés en Bundesliga), Jadon Sancho élimine son adversaire avec ses appuis courts et une fréquence de touches de balle élevée. L’international anglais est aussi à l’aise devant le but qu’à la passe en offrant généralement autant de buts à ses partenaires qu'en marquant lui-même.
Il est loué pour ses gestes techniques et de vitesse, enregistré à 34,6 km/h sur les terrains allemands début 2020 ce qui fait de lui l’un des plus rapides du championnat allemand. À partir de 2018, Sancho s’adapte au schéma tactique mouvant de son nouvel entraîneur Lucien Favre. L'Anglais se fond bien dans le jeu du Borussia Dortmund, fait de projections en nombre à la récupération du ballon.
Sa contribution défensive fait partie de ses points faibles. L’attaquant international anglais dispute assez peu de duels aériens et n’en gagne presque aucun. Il tente également peu sa chance avec moins de deux tirs par match en moyenne.

## Statistiques
| Saison                | Club                     | Championnat           | Championnat | Championnat | Championnat | Coupe(s) nationale(s) | Coupe(s) nationale(s) | Coupe(s) nationale(s) | Supercoupe | Supercoupe | Supercoupe | Compétition(s) continentale(s) | Compétition(s) continentale(s) | Compétition(s) continentale(s) | Compétition(s) continentale(s) | Total | Total | Total |
| Saison                | Club                     | Division              | M.          | B.          | P.d.        | M.                    | B.                    | P.d.                  | M.         | B.         | P.d.       | Comp.                          | M.                             | B.                             | P.d.                           | M.    | B.    | P.d.  |
| 2017-2018             | Borussia Dortmund        | Bundesliga            | 12          | 1           | 4           | 0                     | 0                     | 0                     | -          | -          | -          | C1+C3                          | 0                              | 0                              | 0                              | 12    | 1     | 4     |
| 2018-2019             | Borussia Dortmund        | Bundesliga            | 34          | 12          | 18          | 2                     | 0                     | 1                     | -          | -          | -          | C1                             | 7                              | 1                              | 1                              | 43    | 13    | 20    |
| 2019-2020             | Borussia Dortmund        | Bundesliga            | 32          | 17          | 17          | 3                     | 0                     | 0                     | 1          | 1          | 1          | C1                             | 8                              | 2                              | 2                              | 44    | 20    | 20    |
| 2020-2021             | Borussia Dortmund        | Bundesliga            | 26          | 8           | 12          | 6                     | 6                     | 5                     | 0          | 0          | 0          | C1                             | 6                              | 2                              | 3                              | 38    | 16    | 20    |
| Sous-total            | Sous-total               | Sous-total            | 104         | 38          | 51          | 11                    | 6                     | 6                     | 1          | 1          | 1          | -                              | 21                             | 5                              | 6                              | 137   | 50    | 64    |
| 2021-2022             | Manchester United        | Premier League        | 29          | 3           | 3           | 2                     | 1                     | 0                     | -          | -          | -          | C1                             | 7                              | 1                              | 0                              | 38    | 5     | 3     |
| 2022-2023             | Manchester United        | Premier League        | 26          | 6           | 3           | 5                     | 0                     | 0                     | -          | -          | -          | C3                             | 10                             | 1                              | 0                              | 41    | 7     | 3     |
| 2023-2024             | Manchester United        | Premier League        | 3           | 0           | 0           | 0                     | 0                     | 0                     | -          | -          | -          | C1                             | -                              | -                              | -                              | 3     | 0     | 0     |
| 2024-2025             | Manchester United        | Premier League        | -           | -           | -           | -                     | -                     | -                     | 1          | 0          | 0          | C3                             | -                              | -                              | -                              | 1     | 0     | 0     |
| Sous-total            | Sous-total               | Sous-total            | 58          | 9           | 6           | 7                     | 1                     | 0                     | 1          | 0          | 0          | -                              | 17                             | 2                              | 0                              | 83    | 12    | 6     |
| 2023-2024             | Borussia Dortmund (prêt) | Bundesliga            | 14          | 2           | 3           | -                     | -                     | -                     | -          | -          | -          | C1                             | 7                              | 1                              | 0                              | 21    | 3     | 3     |
| 2024-2025             | Chelsea FC (prêt)        | Premier League        | 31          | 3           | 4           | 2                     | 0                     | 0                     | -          | -          | -          | C4                             | 8                              | 2                              | 5                              | 41    | 5     | 9     |
| Total sur la carrière | Total sur la carrière    | Total sur la carrière | 207         | 52          | 64          | 20                    | 7                     | 6                     | 2          | 1          | 1          | -                              | 51                             | 8                              | 9                              | 280   | 68    | 80    |

### En sélection
| Saison                | Sélection             | Phases finales              | Phases finales | Phases finales | Phases finales | Éliminatoires | Éliminatoires | Éliminatoires | Éliminatoires | Amicaux | Amicaux | Amicaux | Autres compétitions | Autres compétitions | Autres compétitions | Autres compétitions | Total | Total | Total |
| Saison                | Sélection             | Comp.                       | M.             | B.             | P.d.           | Comp.         | M.            | B.            | P.d.          | M.      | B.      | P.d.    | Comp.               | M.                  | B.                  | P.d.                | M.    | B.    | P.d.  |
| --------------------- | --------------------- | --------------------------- | -------------- | -------------- | -------------- | ------------- | ------------- | ------------- | ------------- | ------- | ------- | ------- | ------------------- | ------------------- | ------------------- | ------------------- | ----- | ----- | ----- |
| 2018-2019             | Angleterre            | Ligue des nations 2018-2019 | 2              | 0              | 0              | Euro 2020     | 1             | 0             | 1             | 1       | 0       | 1       | LdN                 | 2                   | 0                   | 0                   | 6     | 0     | 2     |
| 2019-2020             | Angleterre            | -                           | -              | -              | -              | Euro 2020     | 5             | 2             | 2             | -       | -       | -       | -                   | -                   | -                   | -                   | 5     | 2     | 2     |
| 2020-2021             | Angleterre            | Euro 2020                   | 3              | 0              | 0              | CdM 2022      | -             | -             | -             | 2       | 1       | 0       | LdN                 | 6                   | 0                   | 1                   | 11    | 1     | 1     |
| 2021-2022             | Angleterre            | -                           | -              | -              | -              | CdM 2022      | 1             | 0             | 2             | -       | -       | -       | LdN                 | -                   | -                   | -                   | 1     | 0     | 2     |
| Total sur la carrière | Total sur la carrière | Total sur la carrière       | 5              | 0              | 0              | -             | 7             | 2             | 5             | 3       | 1       | 1       | -                   | 8                   | 0                   | 2                   | 23    | 3     | 7     |

## Palmarès

### En club
| Borussia Dortmund (2) | Manchester United (1) | Chelsea (1)                                 |
| --- | --- | ------------------------------------------- |
| - Championnat d'Allemagne (0) : - Vice-champion : 2019 et 2020. - Coupe d'Allemagne (1) : - Vainqueur : 2021. - Supercoupe d'Allemagne (1) : - Vainqueur : 2019. - Finaliste : 2020 et 2021. - Ligue des champions de l'UEFA (0) : - Finaliste : 2024. | - Coupe d'Angleterre (0) : - Finaliste : 2023. - Coupe de la Ligue (1) : - Vainqueur : 2023. - Community Shield (0) : - Finaliste : 2024. | - Ligue Conférence (1) : - Vainqueur : 2025 |

### En sélection
| Angleterre -17 ans (2)                                                                                      | Angleterre (0)                                   |
| --- | ------------------------------------------------ |
| - Coupe du monde -17 ans (1) : - Vainqueur : 2017. - Championnat d'Europe -17 ans (1) : - Finaliste : 2017. | - Championnat d'Europe (0) : - Finaliste : 2020. |

### Distinctions individuelles
- Il est élu joueur du mois de Bundesliga en octobre 2018, février 2020 et février 2021.
- Il est élu dans l’équipe type de l’année en Bundesliga en 2018-2019 et en 2019-2020.
- Il est élu meilleur joueur de l'Euro des moins de 17 ans en 2017.
- Il est élu dans l’équipe type de l’Euro des moins de 17 ans en 2017.
- Plus beau but du mois de Bundesliga en février 2019.